# Belagerung von Rhodos (1480)
Die Belagerung von Rhodos, der Hauptstadt und wichtigsten Festung des Johanniterordens, begann am 23. Mai 1480 und endete – nach einem letzten erfolglosen Sturmversuch am 28. Juli – im August 1480 mit der Wiedereinschiffung der türkischen Belagerungsarmee Sultan Mehmeds II. (reg. 1451–1481).

## Ablauf
Bereits Anfang Dezember 1479 war ein türkischer Landungsversuch, bei dem es sich wohl um eine Art von „bewaffneter Aufklärung“ gehandelt hatte, von den Ordensrittern abgewiesen worden. Daraufhin hatte Pierre d’Aubusson (1423–1503), der amtierende Ordensgroßmeister, ein  Hilfeersuchen an die Ordensbrüder im restlichen Europa gesandt, aufgrund dessen bereits vor Beginn der Belagerung ein Heer mit den 450 besten Rittern des Ordens aus Frankreich und Italien, sowie 2.000 Soldaten unter seinem Bruder Antoine aus Frankreich zu Hilfe gekommen war. Der erwartete Großangriff der Osmanen kam im Mai 1480, als sie mit rund 170 Schiffen nach und nach bis zu 100.000 Mann Infanterie, Kavallerie und Artillerie auf Rhodos anlandeten. Diese schnitten die Stadt völlig von der Außenwelt ab und legten ihre Befestigungen während der folgenden Wochen und Monate mit schwersten Geschützen systematisch in Trümmer.
Nach zwei groß angelegten Sturmversuchen im Juni, traten die Türken am 28. Juli 1480 zum Generalangriff auf die bereits stark beschädigten Befestigungsanlagen der Stadt an. Es gelang ihnen die Wälle zu besetzen und der Fall der Stadt schien bereits sicher, als ein Herold des türkischen Oberbefehlshabers Mesih Pascha (eines Palaiologen) ein Plünderungsverbot verkünden ließ und die Schätze der Stadt für den Sultan reklamierte. Diese Ankündigung wirkte sich auf die Kampfmoral der türkischen Soldaten verheerend aus: Wütend und enttäuscht verließ ein Teil von ihnen die soeben eroberten Positionen; andere wiederum dürften diese Absetzbewegung für eine Flucht ihrer Kampfgenossen gehalten haben und begannen nun ebenfalls zurückzuströmen, sodass sich schon bald die gesamte türkische Armee auf dem Rückzug befand. Die von d’Aubusson kommandierten Verteidiger nützten die unter ihren Feinden entstandene Verwirrung nun für einen beherzten Gegenangriff, der den türkischen Rückzug vollends zur Flucht werden ließ und noch viele Türken das Leben kostete.

## Folgen
Nach diesem erneuten Fehlschlag sah der türkische Oberbefehlshaber Mesih Pascha keine Möglichkeit mehr, seine angeschlagene Armee zu einem erneuten Sturmversuch zu bewegen. Ihm blieb nur mehr der ruhmlose Abzug von der Insel. Der Zorn des Sultans über dieses Versagen kostete Mesih Pascha zwar nicht das Leben, doch ging er aller seiner hohen Ämter verlustig und wurde als einfacher Sandschakbey in die Provinz versetzt. Zurückgelassen hatten die Türken eine völlig verwüstete Insel, deren Wiederaufbau im folgenden Jahr durch ein schweres Erdbeben noch zusätzlich erschwert wurde.

## Gedruckte Quellen und Literatur
- Franz Babinger: Mehmed der Eroberer. Weltenstürmer einer Zeitenwende. Lizenzausgabe für R. Piper GmbH & Co. KG, München 1987, ISBN 3-492-10621-8.
- Wilhelm von Caoursin: De obsidione et bello Rhodiano. Kleine lateinische Schrift über die Belagerung von Rhodos durch die Türken 1480, gedruckt bei Johann Snell in Odense, 1482.[4]
- Jonathan Davies: The Sieges of Rhodes 1480 and 1522 (= From Retinue to Regiment 1453-1618, Bd. 26). Helion & Company, Warwick 2024, ISBN 978-1804514511.
- Robert Douglas und Kelly DeVries: Rhodes Besieged: A New History. The History Press, Stroud 2011, ISBN 978-0752461786.
- Klaus-Peter Matschke: Das Kreuz und der Halbmond. Die Geschichte der Türkenkriege. Artemis & Winkler Verlag, Düsseldorf und Zürich 2004, ISBN 3-538-07178-0.